# Sandokan opět v akci
Sandokan opět v akci (v originále Sandokan, la tigre di Mompracem) je italský dobrodružný film. Snímek režíroval Umberto Lenzi a hlavním hercem je Steve Reeves. Film měl premiéru v Itálii 19. prosince 1963.

## Obsazení
- Steve Reeves - Sandokan
- Geneviève Grad - Mary Ann
- Andrea Bosic - Yanez
- Rik Battaglia - Sambigliong
- Mario Valdemarin - Tenente Ross
- Leo Anchóriz - Lord Guillonk
- Anand Kumar
- Antonio Molino Rojo - Tenente Toymby
- Enzo Fiermonte - Sergente Mitchell
- Wilbert Bradley - Pataan
- Maurice Poli - Girobatol
- Gino Marturano - Kanandurian
- Nazzareno Zamperla - Hirangù
- Giovanni Cianfriglia
- Pietro Capanna
- Ananda Kumar - Twang Long
- Adolfo Celi
- Mimmo Palmara
- Jacqueline Sassard